# Caio Asínio Galo

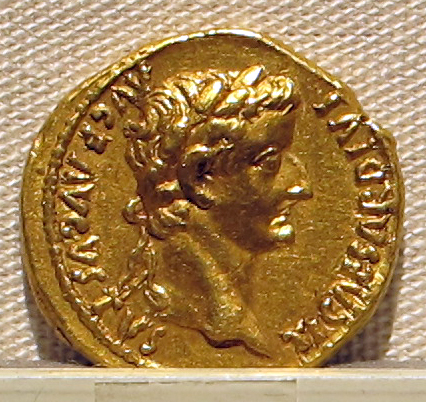
Áureo de Tibério r.

Caio Asínio Galo Salonino (em latim: Gaius Asinius Gallus Saloninus; m. 33) foi um escritor e ambicioso senador romano do começo do Império Romano que manteve estreitas ligações com a família júlio-claudiana. Filho do cônsul de 40 a.C. Caio Asínio Polião, em 8 a.C. tornou-se cônsul e em 6/5 a.C. foi procônsul da Ásia. Casou-se com Vipsânia Agripina, ex-esposa do futuro imperador Tibério (r. 14–37) com quem teve cinco filhos. Tal como seu pai, foi um prolífico escritor, embora sua obra não tenha sobrevivido.

## Biografia
Asínio era filho de Caio Asínio Polião, cônsul em 40 a.C., e sua esposa Quíncia. Tornou-se cônsul em 8 a.C. ao lado de Caio Márcio Censorino e procônsul da Ásia em 6/5 a.C.. Ele foi um amigo do imperador Augusto (r. 27 a.C.–14 d.C.). Diferente dos demais senadores de seu tempo, ele manteve uma maior liberdade para se pronunciar no senado, embora não tenha permanecido ileso da bajulação serviu que dominou esta instituição e o povo à época. O sucessor de Augusto, Tibério (r. 14–37), odiava Salonino, em parte por sua liberdade de expressão, em parte por seu casamento em 11 a.C. com sua ex-esposa Vipsânia Agripina, filha de Marco Vipsânio Agripa e Cecília Ática. Ele foi preso em 30 por ordens do imperador acusado de ter cometido adultério com Agripina, a Velha, e teve seu nome apagado de todos os monumentos públicos. Asínio morreu de inanição em 33 depois de três anos de prisão.

## Família
Em 11 a.C., Galo casou-se com Vipsânia Agripina, filha de Marco Vipsânio Agripa com sua primeira esposa Cecília Ática, e ex-esposa de Tibério. Os dois tiveram cinco filhos: Asínio Salonino, Asínio Galo, exilado em 46 por participar de uma conspiração contra Cláudio, Caio Asínio Polião, cônsul em 23, Marco Asínio Agripa, cônsul em 25, e Sérvio Asínio Céler, cônsul sufecto em 38 e executado por conspiração em 46.
Galo nunca negou ser o pai do filho de Tibério com Vipsânia, Júlio César Druso, seu herdeiro aparente entre 19 e 23, o que significa que ele pode também ter sido pai do filho que Vipsânia estava esperando quando se divorciou. Depois da morte dela, Galo cortejou a viúva de Germânico, Agripina, o que ajudou a deteriorar sua relação com Tibério.

## Influência
Salonino distinguiu-se na história da literatura da Roma Antiga, tal como seu pai. Sua obra não sobreviveu e os poucos fragmentos disponíveis são pequenos epigramas presentes na obra de Suetônio. Ele foi autor duma obra em vários volumes intitulada De comparatione patris ae Ciceronis, que faz críticas da Cícero, o que instigou o imperador Cláudio (r. 41–54) a criar sua defesa de Cícero.